# Lewis Gribben
Lewis Gribben (* 1999 in Glasgow) ist ein britischer Schauspieler.

## Leben und Karriere
Gribben wurde mit Autismus und Dyslexie diagnostiziert. Er studierte zwei Jahre am Glasgow Clyde College und schloss 2019 mit einem BA Hons in Acting for Stage and Screen an der Queen Margaret University ab.
Sein Debüt gab er 2017 in dem Film T2 Trainspotting. Anschließend war er 2019 in Get Duked! zu sehen. 2021 trat er in der Fernsehserie Silent Witness auf. Im selben Jahr war Gribben in Mord auf Shetland zu sehen. 2022 belegte er in der Serie Somewhere Boy eine der Hauptrollen. Außerdem wurde er 2024 für den Film The Damned gecastet. Unter anderem setzte er seine Karriere in Generation Z fort.

## Filmografie
Filme
- 2017: T2 Trainspotting
- 2019: Get Duked!
- 2020: Stray Dog
- 2024: The Damned

Serien
- 2020: Deadwater Fell
- 2021: Silent Witness
- 2021: Mord auf Shetland (Shetland)
- 2022: Somewhere Boy
- 2023: Simon Becketts Die Chemie des Todes
- 2024: Masters of the Air
- 2024: Generation Z
- 2025: Black Mirror